# مک‌کمی (تگزاس)
مک‌کمی، تگزاس (به انگلیسی: McCamey, Texas) یک شهر در ایالات متحده آمریکا با جمعیت ۱٬۸۰۵ نفر است که در تگزاس واقع شده‌است.

## موقعیت جغرافیایی
موقعیت جغرافیایی شهرها و مناطق اطراف به شرح زیر است: